# Саханский
Саханский — посёлок в Орловской области России. 
В рамках административно-территориального устройства входит в Образцовский сельсовет Орловского района, в рамках организации местного самоуправления — в Орловский муниципальный округ.

## География
Расположен в 300 м к северу от станции Саханская и одноимённого населённого пункта, у юго-западной границы города Орла.

## Население
| 2010 |
| ---- |
| 84   |

Согласно результатам переписи 2002 года, в национальной структуре населения из 86 жителей русские составляли 99 % от жителей.

## История
С 2004 до 2021 гг. в рамках организации местного самоуправления посёлок входил в Образцовское сельское поселение, упразднённое вместе с преобразованием муниципального района со всеми другими поселениями путём их объединения в Орловский муниципальный округ.